# W87

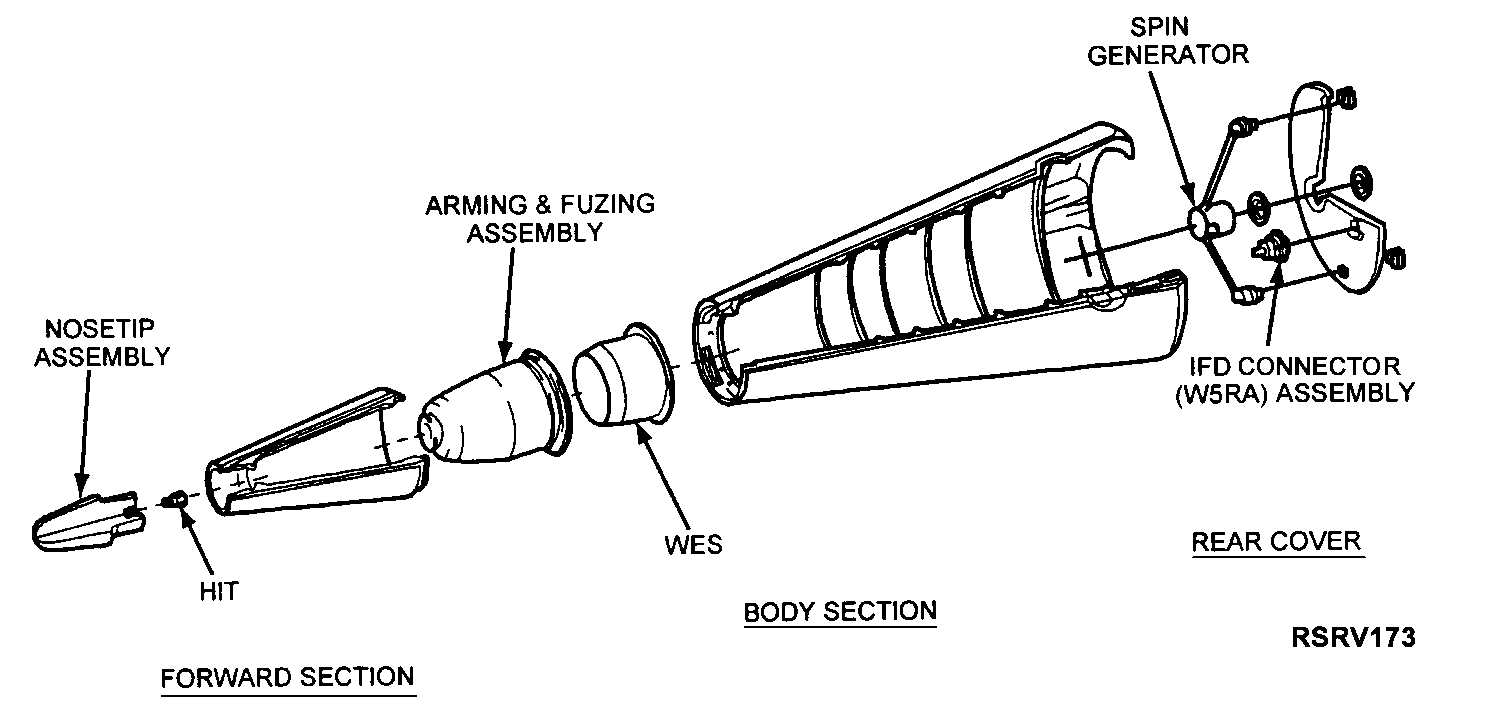
Розібрана схема головної ракети Mk21 для W87

W87 — американська термоядерна ракетна боєголовка, раніше встановлена на МБР LGM-118A Peacekeeper (MX). Було створено 50 ракет MX, кожна з яких несла до 10 боєголовок W87 у кількох ракетах, що повертаються з незалежним націлюванням (MIRV), були розгорнуті з 1986 по 2005 рік. Починаючи з 2007 року, 250 боєголовок W87 зі знятих з експлуатації ракет Peacekeeper були модернізовані на набагато старіших ракетах Minuteman III, по одній боєголовці на ракету.

## Опис

Боєголовка W87. Вторинний (верхній) знаходиться попереду більшого первинного (нижнього).

Розробка W87 (зараз називається W87 Mod 0 або W87-0) почалася в лютому 1982 року в Ліверморській національній лабораторії імені Лоуренса, а виробництво боєголовки почалося в липні 1986 року і закінчилося в грудні 1988 року. Повідомляється, що його конструкція дещо схожа на W88, хоча ця боєголовка була розроблена в Національній лабораторії Лос-Аламоса. Зброя є частиною програми життєвого циклу ядерної зброї Національного управління ядерної безпеки.

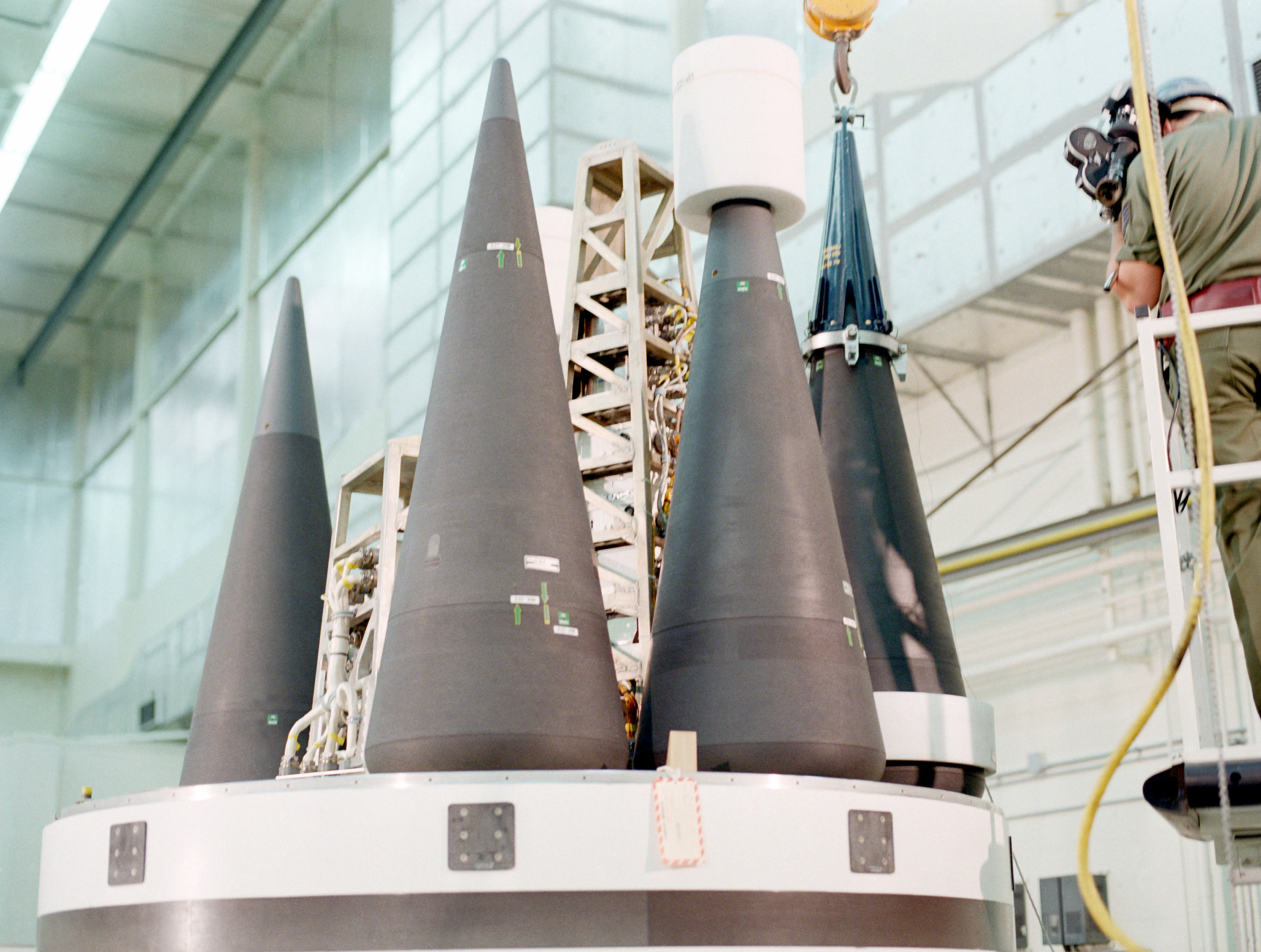
Боєголовки W87 на ракеті-носію LGM-118A Peacekeeper

Конструкція W87 містить всі сучасні засоби безпеки, зокрема нечутливі вибухові речовини LX-17 і PBX-9502 (основний компонент тріамінотрінітробензол), вогнестійку яму, а також розширені функції захисту від озброєння та детонатора.
Початкова потужність W87 становила 300 кілотонн, але було оголошено, що її потужність може бути модернізована до 475 кілотонн, імовірно, завдяки використанню більш високозбагаченого урану (ВЗУ) у вторинному (термоядерному) ступені. Невідомо, чи це оновлення було повністю перевірено та готове до впровадження, чи лише розроблено.
Точні розміри W87 засекречені, але вона вміщається у спускний апарат Mk. 21, який є конусом з діаметром основи 56 см і довжиною 180 см. Вважається, що вага становить від 200-270 кг.

## W87 мод 1
На додаток до описаного вище варіанту модернізації з більшою продуктивністю, окремий варіант W87 mod 1 (W87-1) увійшов до розробки Фази 3 та отримав позначення типу в листопаді 1988 року. Цей варіант був призначений для малої міжконтинентальної балистичної ракети MGM-134 Midgetman і мав повну потужність 475 кілотонн. Перша одиниця W87-1 була запланована на липень 1997 року, але Midgetman і W87-1 були скасовані в січні 1992 року.
У 2019 році W87 mod 1 було вибрано для заміни боєголовки W78, яка встановлена на всіх ракетах Minuteman III, наразі не оснащених W87 mod 0. Нова боєголовка не буде розгорнута на Minuteman III, а натомість буде розгорнута на змінній системі ICBM LGM-35A Sentinel (раніше Ground Based Strategic Deterrent або GBSD). Незрозуміло, чи є нова програма W87 mod 1 продовженням попередньої програми W87 mod 1, чи вона використовує будь-який пакет фізики, розроблений у попередній програмі W87 mod 1.
У інформації, оприлюдненій Департаментом енергетики про програму, зазначено, що вона «має схожий первинний дизайн з W87-0», що може бути доказом того, що вона схожа на попередню програму W87 mod 1, оскільки вона має іншу або модифіковану вторинну ступінь для отримання вищої потужності. Міністерство оборони стверджує, що зброя базується на раніше випробуваних ядерних компонентах, з первинним ступенем, що містить нечутливі вибухові речовини високої потужності та розширеними функціями безпеки, але зброя не надає жодних нових військових можливостей.
Фаза 6.2 Техніко-економічного обґрунтування була припинена в 2014 році, потім відновлена у 2019 році. Розробка фази 6.3 планується розпочати в липні 2022 року. Виробництво 6.4 заплановано на середину 2026 року, а 6.5 Початкове виробництво заплановано на 2030 рік.
Планується, що ракету Sentinel розгорнуть у 2028 році, причому боєголовки W87-0 спочатку будуть встановлені в системі, а боєголовки W87-1 будуть встановлені з 2030 року. Це дає ВПС невелику гнучкість, якщо W87-1 затримується.